# Rhaphidophora corneri
Rhaphidophora corneri — вид квіткових рослин із родини Araceae, роду Rhaphidophora. Це ліана, рідним ареалом якої є півострів Малайзія.